# Adriana Krūzmane
Adriana Krūzmane (* 20. Mai 2006) ist eine lettische Leichtathletin, die im Weit- und Dreisprung antritt.

## Sportliche Laufbahn
Erste internationale Erfahrungen sammelte Adriana Krūzmane im Jahr 2022, als sie bei den U18-Europameisterschaften in Jerusalem mit übersprungenen 1,68 m in der Qualifikationsrunde im Hochsprung ausschied. 2024 gelangte sie bei den U20-Weltmeisterschaften in Lima mit 12,80 m auf den elften Platz im Dreisprung und im Jahr darauf wurde sie bei der 2. Liga der Team-Europameisterschaft in Maribor mit 13,32 m Achte im Dreisprung und gelangte im Weitsprung mit 5,92 m auf Rang zwölf. Anschließend gewann sie bei den U20-Europameisterschaften in Tampere mit 13,65 m die Bronzemedaille im Dreisprung und schied mit der lettischen 4-mal-100-Meter-Staffel mit 45,86 s im Vorlauf aus.
2025 wurde Krūzmane lettische Meisterin im Dreisprung sowie Hallenmeisterin im Weitsprung.

## Persönliche Bestleistungen
- Hochsprung: 1,75 m, 16. Juni 2021 in Saldus
- Weitsprung: 6,26 m, 15. Februar 2025 in Valmiera
- Dreisprung: 13,62 m (+1,3 m/s), 8. August 2025 in Tampere (lettischer U20-Rekord)